# Edició de llibres a Espanya
L'edició de llibres a Espanya està representada actualment per dues empreses que el 2018, es van classificar entre les editorials de llibres més grans del món pel que fa als ingressos: Grupo Planeta i Grupo Santillana.  El 2013, hi havia 524.213 títols impresos a Espanya, incloent-hi 76.434 títols nous.

## Història
Hi ha la controvèrsia sobre si la primera impremta de la península es va instal·lar l'any 1468 a Barcelona amb l'impressor Mates o el 1473 a València, on la societat mercantil alemanya de Ravensburg tenia una base important. L'edició va florir en els primers anys a Barcelona, Burgos, Saragossa, Sevilla i les ciutats universitàries de Salamanca i Alcalá de Henares ". L'Institut Nacional del Libro Español (Institut Nacional del Llibre) es va formar l'any 1941.L'any 2004, Espanya tenia més de 2.000 editorials de llibres del sector privat, registrades amb dipòsit legal a España, entre les més importants, Prensa española i Prisa.  L'any 2013 hi havia 809 empreses editorials, protegides per la Llei de drets d'autor d'Espanya.
L' Organització de les Nacions Unides per a l'Educació, la Ciència i la Cultura va designar Madrid com a Capital Mundial del Llibre de l' any 2001.

## Fires del llibre
- Feria del Libro de Albacete
- Feria del libro y del disco vasco de Durango
- Feria del Libro de Madrid
- Feria de Otoño del Libro Viejo y Antiguo de Madrid
- Feria del Libro Antiguo y de Ocasión de Madrid
- Feria del libro de Valencia

## Col·leccions d'incunables
- Biblioteca Nacional de España
- Biblioteca Nacional de Catalunya

- Biblioteca Colombina

- Arxiu General de Simancas
- Biblioteca del Escorial

- Museo del Libro Fadrique de Basilea, a Burgos